# Schott
Schott är ett tyskt efternamn.

## Personer med efternamnet
- Gerhard Schott (1641–1702), tysk jurist och operaman
- Gerhard Schott (1866–1961), tysk geograf och oceanograf
- Heinrich Wilhelm Schott (1794–1865), österrikisk botaniker
- Josef Schott (1915–2009), tjeckoslovakisk-svensk konstnär
- Otto Schott (1851–1935), tysk kemist
- Wilhelm Schott (1807–1889), tysk orientalist